# Benjamin Hart
Benjamin Hart né le 10 août 1779 et mort le 27 février 1855 est un homme d'affaires canadien, un officier de milice et un juge de paix.

## Biographie

### Jeunesse
Benjamin Hart est né à Montréal. Il est le 3e fils d'Aaron Hart, important marchand de Trois-Rivières, et de Dorothea Judah,.
Il fait ses études à New York et à Philadelphie. En 1798, il retourne à Trois-Rivières pour prendre part aux affaires de la famille. À la mort de son père, en 1800, il hérite du principal magasin de la famille à Trois-Rivières et de leur maison de Montréal.
En 1806, il épouse Harriot Judith Hart, fille d'Ephraim Hart, agent de change et marchand américain. Ils ont de nombreux enfants.
Il soutient la cause des libertés civiles juives et soutient son frère Ezekiel Hart dans sa carrière politique, élu à la Chambre d'assemblée du Bas-Canada. Il apporte son aide pour faire pression afin de faire passer une loi, adoptée en 1831, qui accorde l'égalité des libertés civiles aux Juifs. 
Benjamin Hart est un membre actif de la congrégation juive de Montréal. Il devient juge de paix en 1837, après que la loi accordant l'égalité des libertés civiles aux Juifs soit mise en vigueur.
Benjamin Hart participe à la guerre de 1812 en tant que soldat sous le capitaine John Ogilvy. Il poursuit ensuite une carrière dans la milice pendant de nombreuses années. Il fait partie du 3e bataillon de milice à Montréal en 1846 avec le grade de lieutenant-colonel.
Il dirige la société d'importation « Benjamin Hart and Company ». En 1844, son fils Théodore Hart le rejoint comme associé dans la compagnie. Cependant, il déclare faillite en 1848.
Il s'oppose au projet de loi sur les « pertes de la rébellion » de 1849. Il signe le manifeste annexionniste de Montréal, prônant l'union économique et politique avec les États-Unis. Par la suite, il s'installe à New York où il meurt. Son fils Henry N. Hart s'est installé dans le Mid West tandis que sa fille Frances Hart Schoyer est restée à New York.